# José Benincasa
José Benincasa (Montevideo, 16 giugno 1891 – Montevideo, 26 luglio 1959) è stato un calciatore uruguaiano, di ruolo difensore.